# Pododexia arachna
Pododexia arachna är en tvåvingeart som beskrevs av Brauer och Julius Edler von Bergenstamm 1889. Pododexia arachna ingår i släktet Pododexia och familjen parasitflugor.
Artens utbredningsområde är Madagaskar. Inga underarter finns listade i Catalogue of Life.